# Mounir Abou Fadel

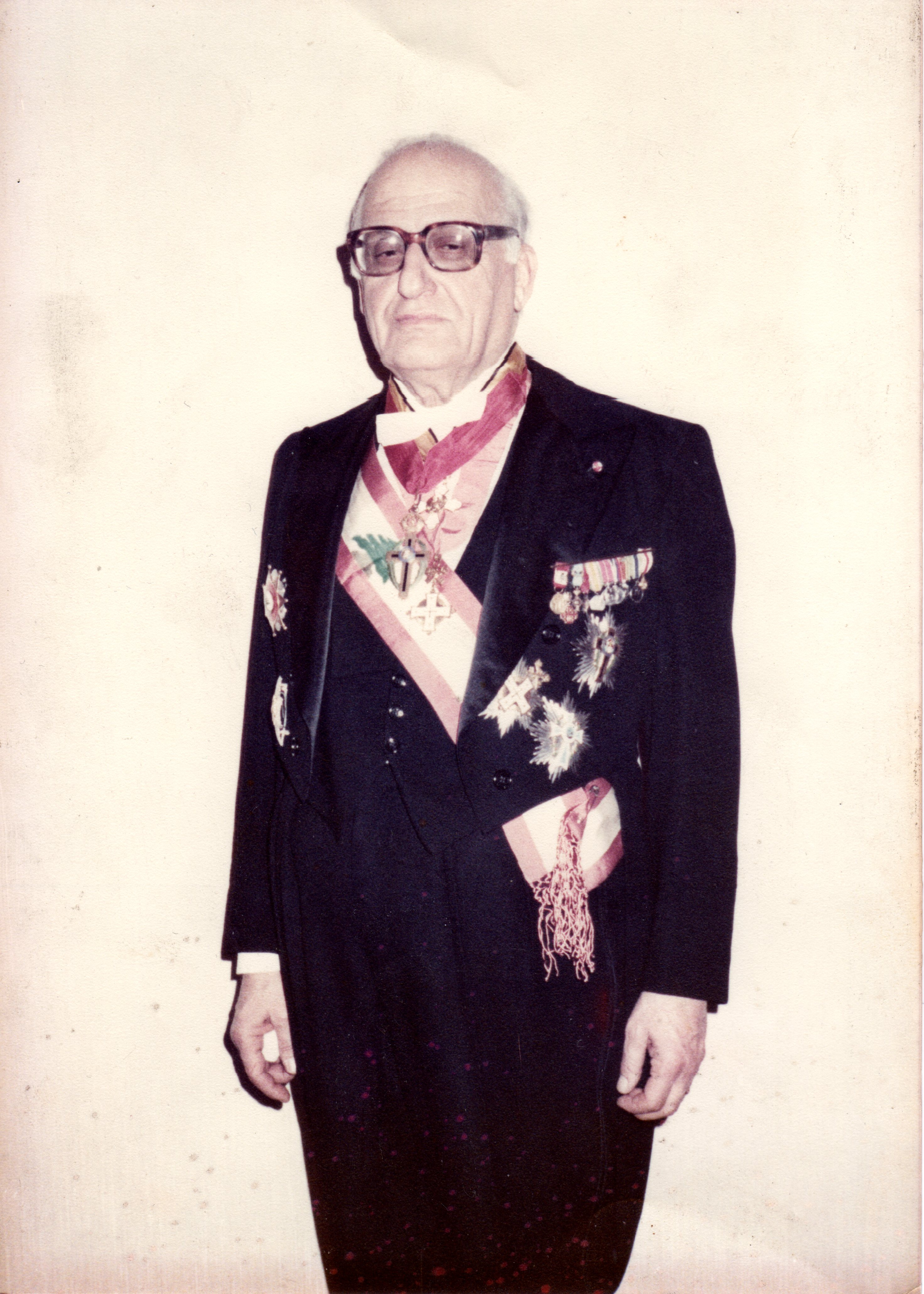

Mounir Abou Fadel (منير أبو فاضل), né le 5 juin 1912 à Ain Aanoub au Liban et décédé le 29 janvier 1987 à Beyrouth, est un homme d'État libanais. Il a été vice-président de l'Assemblée Nationale Libanaise, ce qui lui conférait le titre de N°4 de l'Etat Libanais dans le protocole et la préséance du Liban.

## Débuts
Mounir Abou Fadel est né à Ain Aanoub, dans le district de Aley, au Mont-Liban, au milieu d'une famille de notables de confession grecque-orthodoxe.
Il fait ses études de droit à l'Université de Jérusalem. Il devient Général de brigade dans l'armée Britannique en Palestine mandataire et conduit ses troupes à Beyrouth durant la crise de mai-juin 1945.
Il a aussi été Chef de la Sécurité Générale en Palestine mandataire et le plus haut officier arabe servant le mandat.

## Carrière politique
Mounir Abou Fadel devient membre du Parlement libanais en 1957, et le reste jusqu'à sa mort en 1987. Il est élu vice-président du Parlement plus de 24 fois.
En 1982, il boycotte l'élection du président Bachir Gemayel.
Il était considéré et respecté par ses pairs grâce à sa neutralité politique et son engagement à dénouer les crises majeures qu'a traversé le Liban. Très aimé par les forces armées et les services de police du Liban pour avoir créé la loi relative à la sécurité et couverture sociale des membres de ces deux institutions.

## Tentative d'assassinat
Le 13 novembre 1982, il échappe à une tentative d'assassinat dans l'ouest de Beyrouth lorsque des hommes armés lui tirent dessus, blessant son garde du corps alors qu'il quittait le siège du Parlement.

## Vie familiale
Il épouse Reine Mokhbat en 1957. Ils ont eu trois enfants: Marwan, né en 1958, ancien parlementaire et homme politique. Membre fondateur et Secrétaire Général du Liqaa Orthodoxi  (Rencontre Orthodoxe); Rafic, né en 1960, Conseiller Diplomatique, ancien Délégué et Conseiller Ministériel; et Mila, née en 1964, figure sociale et caritative.

## Décorations: 22 distinctions

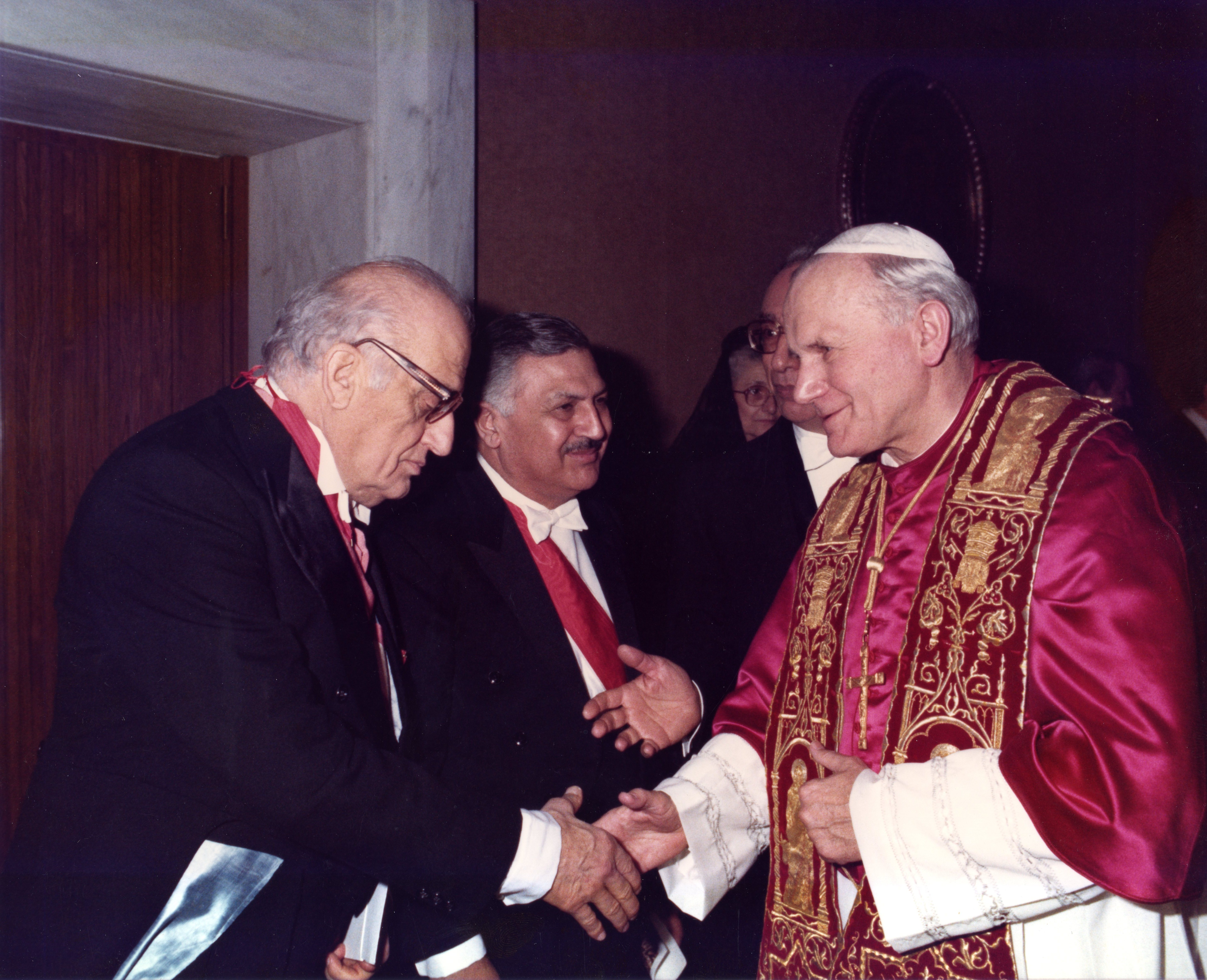

- Grand cordon de l’Ordre du Cèdre du Liban
- Grand cordon de l'Ordre du Mérite du Liban
- Grand commandeur de l'Ordre du Phénix de Grèce
- Grand Croix - Ordre du Saint Sépulcre Orthodoxe